# Frank J. Sorauf
Frank Joseph Sorauf (* 31. Mai 1928 in Grand Rapids, Michigan; † 6. September 2013 in Minneapolis) war ein US-amerikanischer Politikwissenschaftler und Hochschullehrer.

## Leben und Wirken
Nach seinem Schulbesuch in Milwaukee studierte Frank J. Sorauf Politikwissenschaft an der University of Wisconsin–Madison. Dort erwarb er 1950 den Bachelorgrad und bestand 1952 die Magisterprüfung. Seine Promotion zum Ph.D. erfolgte 1953. Von 1953 bis 1961 war er als wissenschaftlicher Assistent an der Pennsylvania State University tätig, von 1960 bis 1961 hatte er außerdem eine Gastdozentur an der University of Arizona inne. Seit 1961 lehrte er dann Politikwissenschaft an der University of Minnesota, ab 1965 als Professor.
In Forschung und Lehre sowie in seinen Veröffentlichungen beschäftigte sich Sorauf vor allem mit den Parteien in den USA, der Wahlkampffinanzierung und dem Verhältnis von Kirche und Staat.
Sorauf hatte verschiedene Leitungsfunktionen in seiner Universität inne und engagierte sich im Kulturleben von Minneapolis, wo er u. a. in den 1980er Jahren Präsident der Minnesota Opera war.
1993 wurde Sorauf Mitglied der American Academy of Arts and Sciences.

## Veröffentlichungen (Auswahl)
- Extra-legal political parties in Wisconsin. In: American political science review, Bd. 48 (1954), S. 692–704.

- Party and representation. Legislative politics in Pennsylvania. Atherton Press, New York 1963.
- The released time case. In: Charles Herman Pritchett (Hrsg.): The third branch of government. Eight cases in constitutional politics. Harcourt, Brace & World, New York 1963, S. 118–148.
- Political parties in the American system. Little, Brown & Co., Boston 1964.
- (mit Charles S. Hyneman): Perspectives on political science. Merrill Press, Columbus, Ohio 1966.
- The rise of ideology in American political parties. In: Thomas I. Cook u. a.: Political science, some new perspectives. Texas Westeren Press, El Paso 1966, S. 60–78.
- Patronage and party. In: Charles Gilbert Mayo (Hrsg.): American political parties. A systemic perspective. Harper, Row, New York 1967, S. 440–452.
- Party politics in America. 2. Aufl. Little, Brown & Co., Boston 1972 (7. Aufl. mit Paul Allen Beck, Harper Collins, New York 1992, ISBN 0-06-500076-5).
- (Mitautor): William Nisbet Chambers (Hrsg.): The American party system. Stages of political development. 2. Aufl. Oxford University Press, New York 1975, ISBN 0-19-501917-2.
- The wall of separation. The constitutional politics of church and state. Princeton University Press, Princeton, N.J. 1976, ISBN 0-691-07574-3.
- What price PACs? Report of the Twentieth Century Fund Task Force on Political Action Committee. Twentieth Century Fund, New York 1984, ISBN 0-87078-152-9.
- Who's in charge? Accountability in political action committees. In: Political science quarterly, Bd. 99 (1985), S. 591–614.
- Campaign money and the press. Three soundings. In: Political science quarterly, Bd. 102 (1987), S. 25–42.
- Money in American elections. Scott, Foresman, Glenview, Ill. 1988, ISBN 0-673-39784-X.
- Inside campaign finance. Myths and realities. Yale University Press, New Haven 1992, ISBN 0-300-05932-9.